# Tahitiska kvinnor på stranden

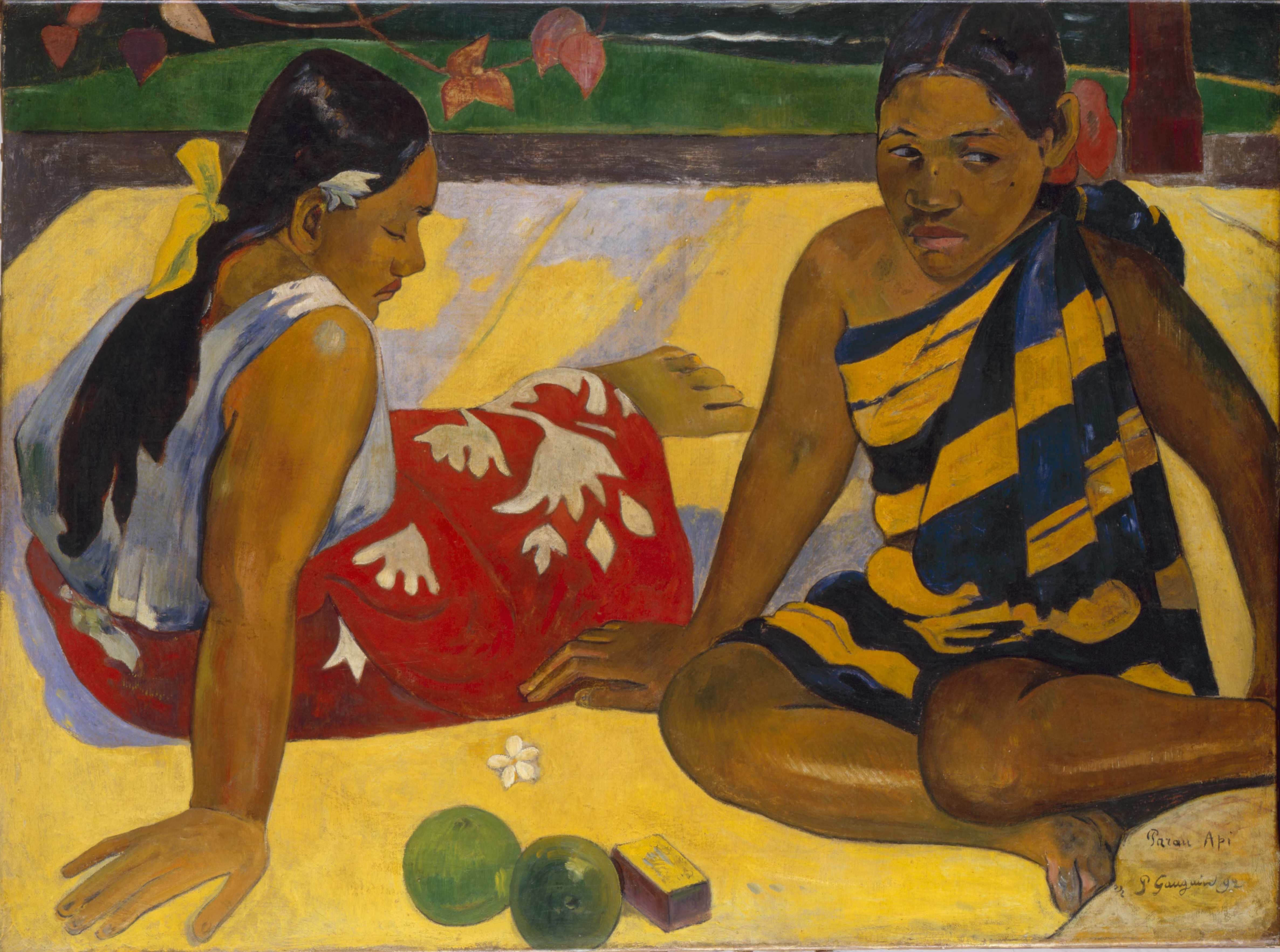
Parau api, 1892

Tahitiska kvinnor på stranden (franska: Femmes de Tahiti) är en oljemålning av Paul Gauguin från 1891.
Målningen föreställer två kvinnor som träffas på stranden. Den gjordes av Paul Gauguin under hans första vistelse på ön Tahiti. Han studerade hur tahitiska kvinnor skiljde sig från europeiska, vilket reflekterades i en rad målningar.
Kvinnan till vänster i målningen är klädd på traditionellt sätt med enkla och rena dekorationer som påminner om japanska kvinnors. Kvinnan till höger är däremot klädd i en rosa klänning som är typisk för den klädstil som missionärerna infört. I en senare version av motivet från 1892 har kvinnan till vänster samma klädsel, medan den högra kvinnans klänning är ersatt med en tahitisk pareo.
Målningen är gjord i en teknik som kallas cloisonism med platta färgytor avgränsade av tjocka konturer i svart och berlinerblått. Målningen framhåller monumentaliteten i den mänskliga kroppen genom att använda ett perspektiv som deformerar kropparna. Havet i bakgrunden är målat som en enkel fond med markerade horisontella linjer. I denna målning, bortsett från att inte använda konventionellt perspektiv, avstår dessutom Paul Gauguin från att använda en konventionell komposition. Han använder också ett sätt att visa planet som i ett japanskt tryck. 
År 1892 gjorde Paul Gauguin en liknande målning, Parau api, vilken finns på Galerie Neue Meister i Dresden. På tahitiska betyder "parau" ord och "api" ny. Således betyder "parau api" nyheter. En vanlig hälsning är "Eaha te parau api", eller "Någonting nytt?"

## Proveniens
Målningen finns på Musée d'Orsay, i Paris i Frankrike. Den är en av tio som valts ut av franska konstinstitutioner för att representera fransk konst i Europeanas europeiska konstprojekt 2016.